# 角花崖爬藤
角花崖爬藤（学名：Tetrastigma ceratopetalum）为葡萄科崖爬藤属的植物。分布在中国大陆的广西、贵州、云南等地，生长于海拔1,200米至1,800米的地区，一般生长在山坡岩石灌丛中或混交林中，目前尚未由人工引种栽培。